# Garajowa Polana
Garajowa Polana (słow. Garajova poľana) – polana na dnie Doliny Koprowej w słowackich Tatrach. Znajduje się na wysokości 1294 m n.p.m., tuż na północ za mostem na Koprowej Wodzie.
Polana zajmuje stożek napływowy Dolinki Garajowej. Jej nazwa pochodzi od spotykanego na Liptowie nazwiska Garaj. Była wypasana aż do 1954 r. przez mieszkańców Przybyliny. Jeszcze po II wojnie światowej znajdował się na niej szałas. Obecnie w całości jest zajęta przez szkółkę leśną. Do tego miejsca można Doliną Koprową dojechać rowerem, dalej już tylko pieszo.
Od nazwy tej polany pochodzi wiele nazw szczytów i przełęczy w Liptowskich Kopach oraz formacji skalnych w Grani Hrubego.

## Szlaki turystyczne
niebieski szlak od Trzech Źródeł  przez Rozdroże pod Gronikiem,  Dolinę Koprową i Dolinę Hlińską na Koprową Przełęcz,
    zielony szlak z parkingu w Podbańskiej do Rozdroża pod Gronikiem, potem niebieski,
 – czerwony rowerowy z parkingu w Podbańskiej do Garajowej Polany.